# ヴォルフ・レーリヒト

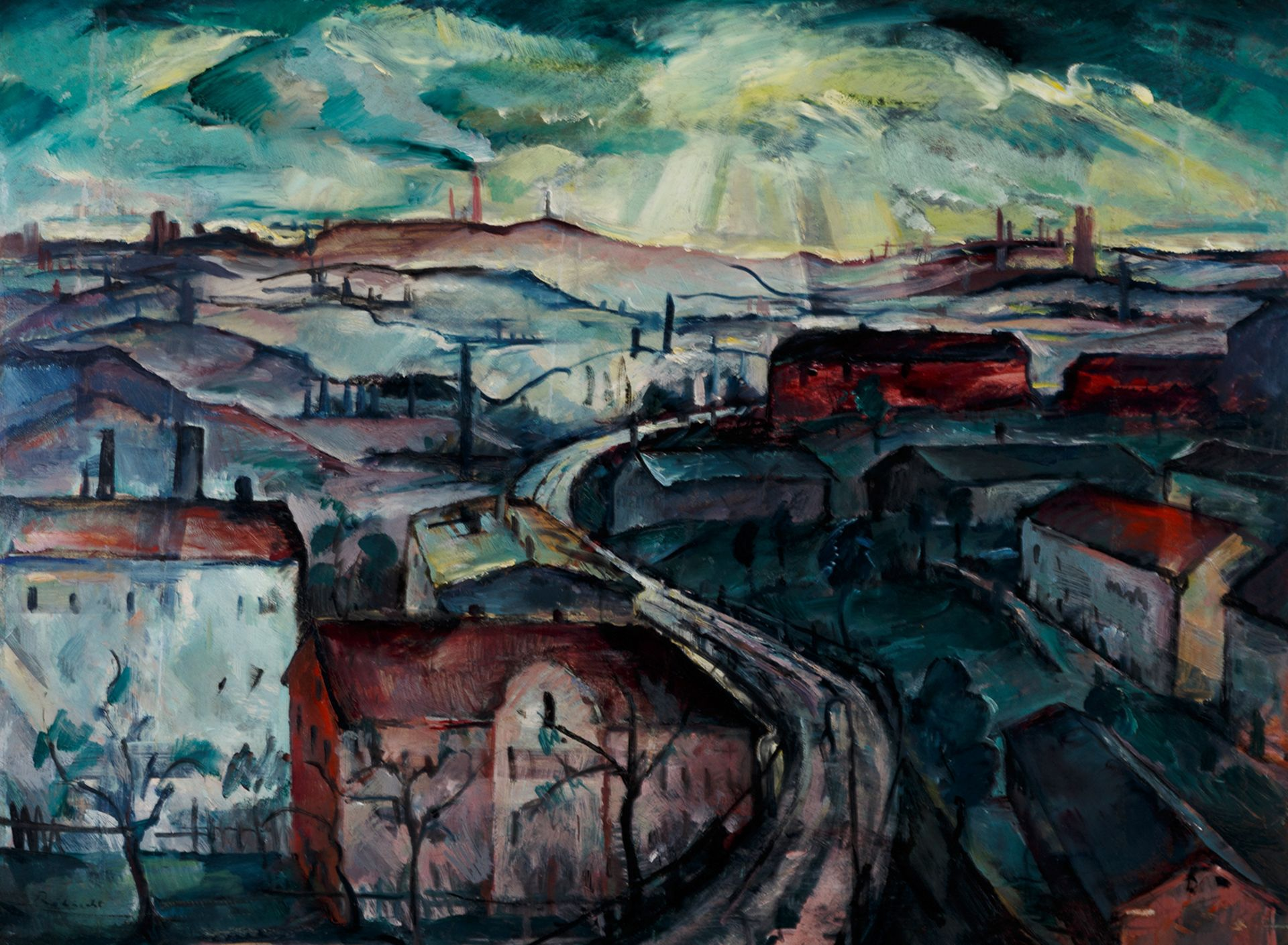
ヴォルフ・レーリヒト作「オーベルシュレージエンの工業地帯の風景」(1917/1918)

ヴォルフ・レーリヒト（Wolf Röhricht、1886年4月20日 - 1953年12月29日）は、ドイツの画家、版画家である。主に水彩で山地の風景、工場のある風景、人物画を描いた。

## 略歴
プロイセン王国の領地であったシレジアのリークニッツ（ポーランドのレグニツァ）で弁護士の息子に生まれた。幼い頃、両親に連れられてクルコノシェ山地にしばしばハイキングをした。1905年から家族の希望で法律を学び始め、ミュンヘンに滞在した時、ハインリヒ・クニルの画塾で水彩画を学んだ。1911年にベルリンに移り、風景画家のヴァルデマール・レスラー（1882-1916）と友人になった。レスラーらと美術鑑賞で各地を訪れ、パリの新しい美術に影響をうけることになった。1913年にグライフスヴァルトの大学で法学の学位を得た。しばらくドレスデンに滞在した後、画家になる決断をして、パリのアカデミー・ジュリアンに入学し、ピエール・ボナールやエドゥアール・ヴュイヤールに学んだ。このころはポール・セザンヌやアンリ・マティスの作品にあこがれていた。
1913年にベルリンに移り、1914年に設立されたマックス・リーバーマンらの「自由分離派（Freie Secession）」に参加し、最初の展覧会に出展した。
第一次世界大戦中はシレジア地方のルブリニッツで2年間の兵役に就き、ルブリニッツの大規模な製鉄所や高炉施設を目にし、それらはレーリヒトの絵画の新しい題材になった。
1918年1月から2月までのディーツ・エツァルト（Dietz Edzard）や、ハインリヒ・ホイザー（Harry Heusser）、パウル・カーラー（Paul Kahler）らとハンブルク美術協会でグループ展を開いた。ベルリンの画商フェルディナント・メラー（Ferdinand Möller）に認められ、1818年に初の個展を開くことになり、メラーの支援でシレジアの製鉄所を描いた8点の作品からなる版画集も出版した。1919年に数点の作品がベルリンのNationalgalerieに買い上げられた。1920年、ベルリンのフリッツ・グルリット（Fritz Gurlitt）の画廊でパウル・クレーと共に展覧会を行ない、グルリットの画廊からも風景版画集を出版した。1921年1月にはハノーファーで展覧会を行った。
1923年にシレジアのクレムツィヒの教会の壁画を描き、1925年にバイエルンの出版社から版画集を出版した。1926年からはベルリンの女性芸術家協会の絵画教室で絵を教えた。「自由分離派」が解散した後はドイツ画家組合（Deutscher Künstlerbund）やシレジア画家組合（Künstlerbund Schlesien）の会員になった。 ドイツ文化省の依頼で美術教師として働き、Thea Hucke や Karl Eiflerらを教えた。
フランス、ノルウェー、スウェーデン、チェコスロバキア、チュニジア、アルジェリア、エジプト、イタリア、オーストリアのアルプスなどを写生旅行した。
ナチス時代には帝国造形芸術院の会員であり、多くの展覧会に参加した。1937年、1940年、1943年のミュンヘンで開かれた大ドイツ美術展（Große Deutsche Kunstausstellung）にも参加した。1937年の「退廃美術」の排除運動では、レーリヒトの絵画5点が公共のコレクションから没収された。1937年、レーリヒトはKarl Friedrich Boréeの小説の挿絵も描いた。
第二次世界大戦後は、荒廃のひどいベルリンからバイエルンのガルミッシュ＝パルテンキルヒェンに移り、1948年にミュンヘンに移り、ミュンヘンやアメリカの展覧会に出展した。1953年にミュンヘンで亡くなった。

## 作品

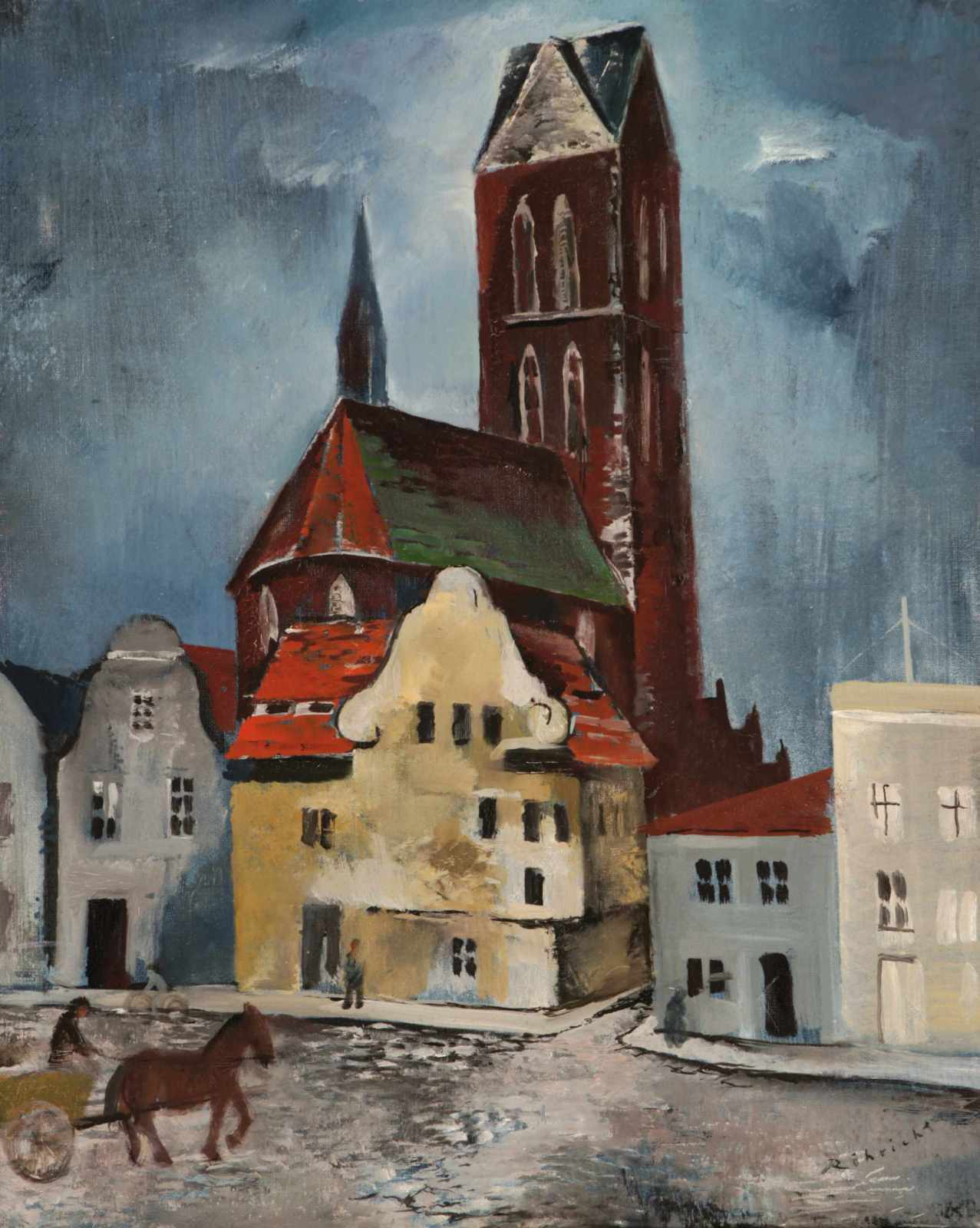
ヴィスマールの市場 (1920)
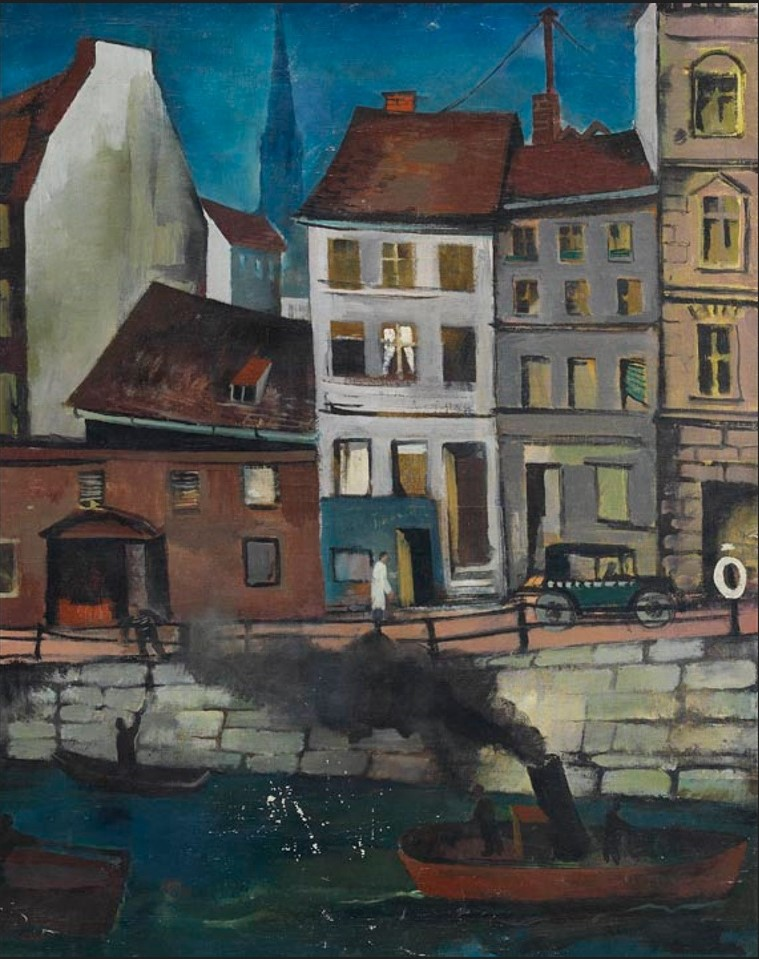
ヴィスマールの教会
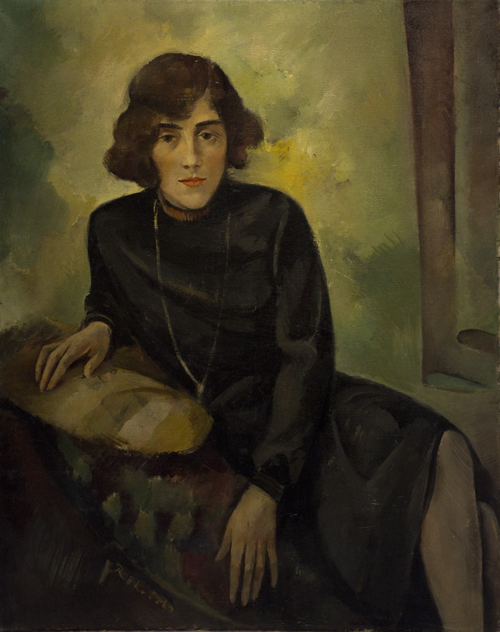
Kit Röhrichtの肖像画 (c.1930)
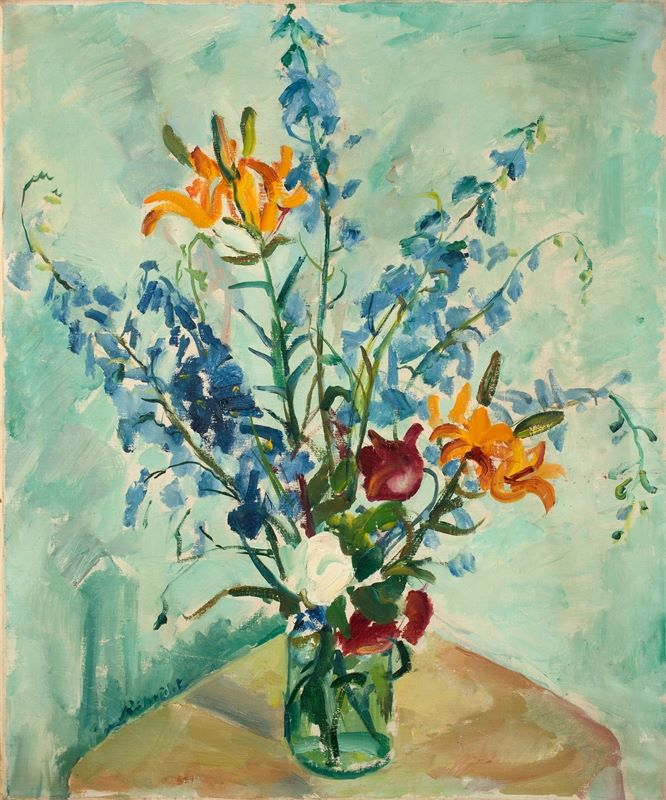
静物画

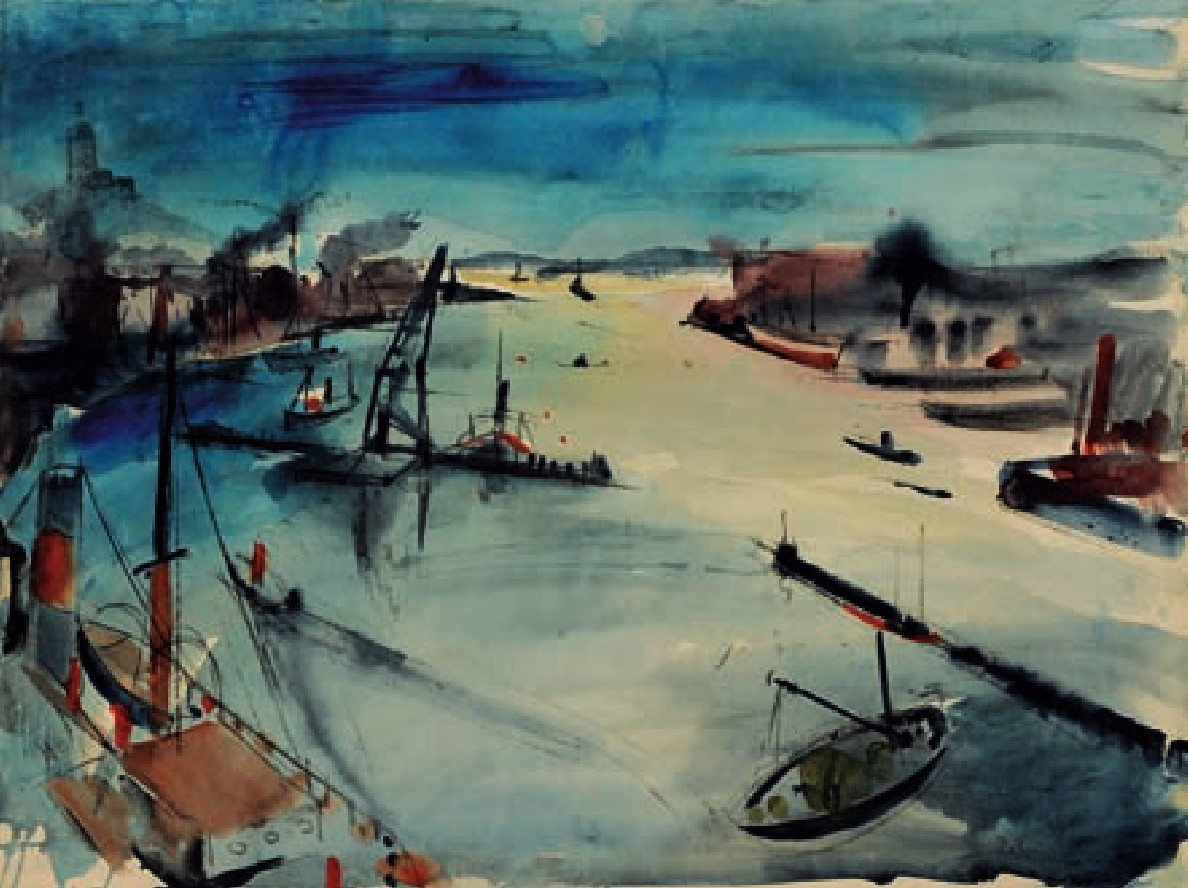
港の風景 (c.1925)
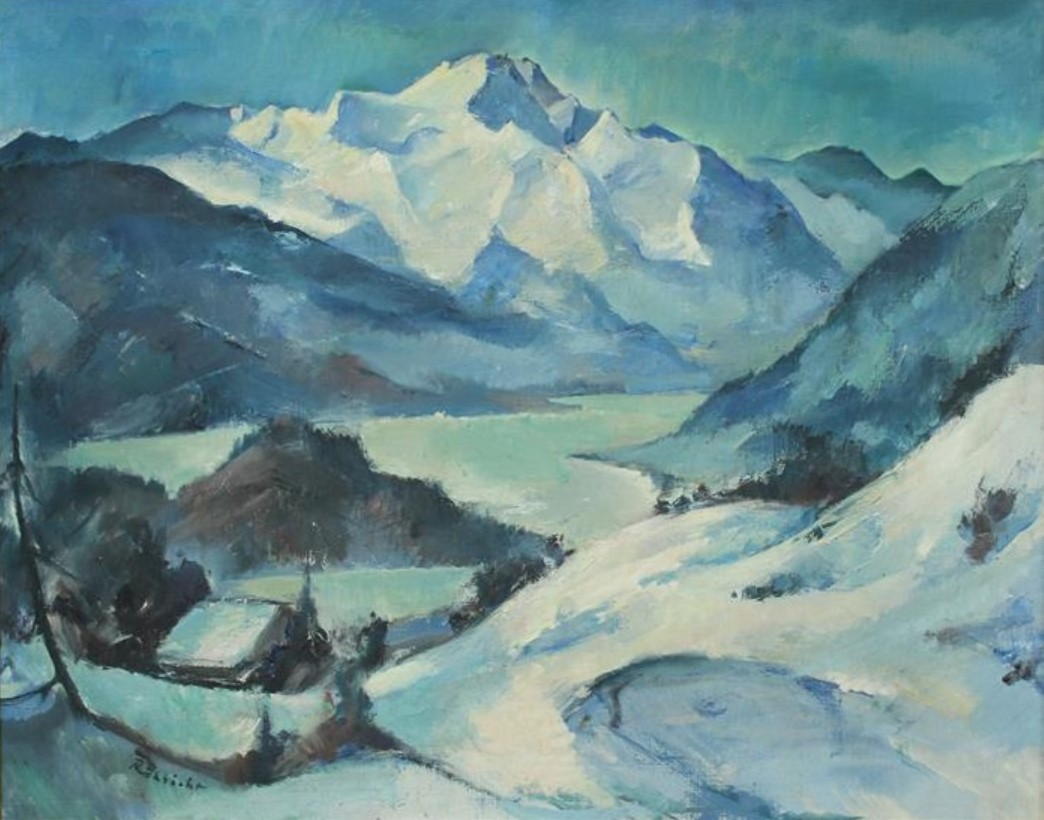
冬の夜の山 (1925)
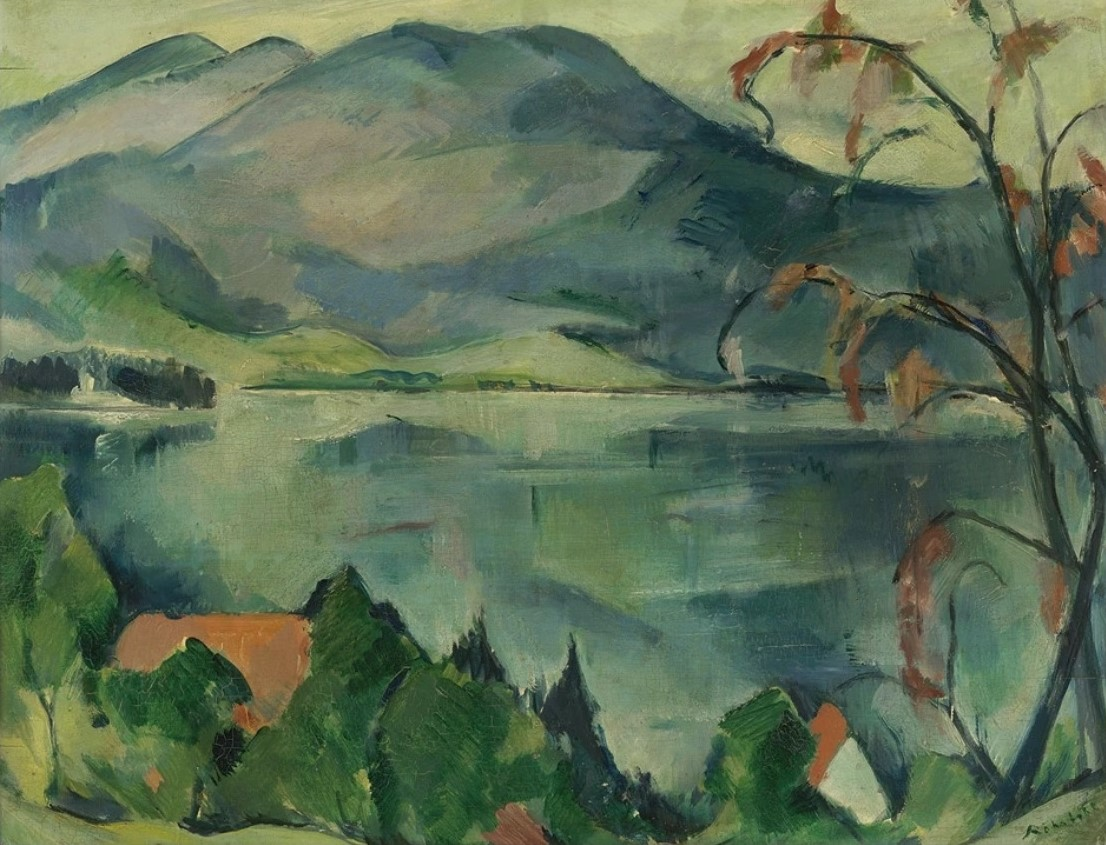
テガーンゼー